# 大倉山 (神戸市)
座標: 北緯34度41分11.2秒 東経135度10分21.9秒 / 北緯34.686444度 東経135.172750度
大倉山（おおくらやま）は、兵庫県神戸市中央区にある小丘である。大部分が大倉山公園となっている。
名称は明治維新の中で御用商人として活躍し一代で財閥を築いた大倉喜八郎が、安養寺山の約八千坪の土地を買い取り、その後神戸市に寄贈したことに由来している。

## 概要
兵庫県神戸市中央区の西部に位置し、住居表示上は楠町7丁目に属する。古くは、安養寺山と称されていた。大倉山公園や神戸市立中央図書館、楠寺と呼ばれる広厳寺、安養寺があり、東側には宇治川が流れている。
標高はかつて55.7mとされたようだが、山頂を削って公園や野球場にしたため、現在では41m程度である。
「大倉山」の名称は、「地下鉄大倉山駅」、「大倉山ゾーン」、「大倉山線（都市計画道路）」、「大倉山交番」など、必ずしも楠町に限定されず、よく知られた分かりやすい地名として行政機関その他で使用されている。

## 大倉山ゾーン
神戸市は、神戸らしい都市景観を形成している地域や形づくっていくべき地域を、都市景観条例に定める「都市景観形成地域等」に指定しており、1985年（昭和60年）に神戸駅・大倉山都市景観形成地域を指定した。
その後、景観法の制定に伴い、同地域は2006年（平成18年）に景観法の定める「景観計画区域」に移行している。この中の大倉山ゾーンについては、建築物等の意匠や高さおよび幅の制限などが設けられている。大倉山ゾーンは、大倉山のある楠町から神戸駅に向かって橘通、多聞通を含む地域として設定されている。

## 写真
- 2007年（平成19年）1月の大倉山遠景（写真中Aの部分）[13]。写真中Bの部分は神戸市立山の手小学校校舎。写真中Cの部分は神戸海洋気象台跡地。Aの上の四角く白い大きな建物は神戸大学医学部附属病院。

- 1982年4月の大倉山遠景（写真中Aの部分）[13]。2007年のBの神戸市立山の手小学校は、この時点では神戸市立生田中学校。